# Michael Sinelnikoff
Michael Sinelnikoff (* 1. August 1928 in London; † 1. Juli 2024 in Montreal) war ein britisch-kanadischer Schauspieler.

## Leben
Sinelnikoff wurde in England als Sohn russischer Eltern geboren. Er besuchte die Royal Academy of Dramatic Art sowie die Italia Conti Academy. Er war der erste Direktor des berühmten Cirque du Soleil. Während seiner Arbeit dort lernte er Luc Campeau kennen, welcher ihm zu seiner ersten Filmrolle verhalf. In den darauffolgenden Jahren war er in vielen diversen Filmen und Fernsehserien zu sehen. Seine bekannteste Rolle ist die des Professor Summerlee, die er in der Fernsehserie Die verlorene Welt verkörperte. Er besaß zudem die Staatsbürgerschaft von Kanada.

## Filmografie
- 1985: Eternal Evil – Das ewige Böse (The Blue Man)
- 1986: Ungewollt schwanger (Choices, Fernsehfilm)
- 1986: Spearfield's Daughter (Miniserie)
- 1986: Barnum (Fernsehfilm)
- 1986: C.A.T.-Squad - Die Elite schlägt zurück (C.A.T. Squad, Fernsehfilm)
- 1987: Ford: The Man and the Machine (Fernsehfilm)
- 1988: Shades of Love: Tangerine Taxi (Fernsehfilm)
- 1988: Der Frauenmörder (Criminal Law)
- 1988: Shades of Love: Midnight Magic (Fernsehfilm)
- 1989: Lance et compte III (Fernsehserie, Folge 3x06)
- 1989: Die Bombe (Day One, Fernsehfilm)
- 1989: Mindfield
- 1990: Cursed
- 1990: Bethune – Arzt und Held (Bethune: The Making of a Hero)
- 1991: Teen Agent – Wenn Blicke töten könnten (If Looks Could Kill)
- 1991: The Quarrel
- 1991: The Final Heist (Final Heist, Fernsehfilm)
- 1991: Un léger vertige
- 1991: L'empire des lumières (Kurzfilm)
- 1994: TekWar: Kampf um die verlorene Vergangenheit (TekWar, Fernsehfilm)
- 1994: Kung Fu – Im Zeichen des Drachen (Kung Fu: The Legend Continues, Fernsehserie, Folge 2x13)
- 1994: Meine Freundin Max (Mon amie Max)
- 1994: Operation Golden Phoenix
- 1995: Stimmen aus der Schattenwelt (Voices from a Locked Room)
- 1998: Sir Arthur Conan Doyle’s Lost World (The Lost World)
- 1998: Out of Mind: The Stories of H.P. Lovecraft (Fernsehfilm)
- 1999: Der magische Fahrstuhl (Time at the Top, Fernsehfilm)
- 1999: Taxman
- 1999–2001: Die verlorene Welt (Sir Arthur Conan Doyle’s The Lost World, Fernsehserie, 23 Folgen)
- 2002: The Lost World: Underground
- 2002: Stille Nacht – Das Weihnachtswunder (Silent Night, Fernsehfilm, Sprechrolle)
- 2003: Chasing Holden
- 2004: 11 Somerset (Fernsehserie, Folge 1x13)
- 2004–2006: Naked Josh (Fernsehserie, 7 Folgen)
- 2005: Das größte Spiel seines Lebens (The Greatest Game Ever Played)
- 2006: 300
- 2006: Bethune (Miniserie, 3 Folgen)
- 2007: Driver's Test (Kurzfilm)
- 2009: The Velveteen Rabbit
- 2009: Ring of Deceit (Fernsehfilm)
- 2009: The Foundation (Fernsehserie, 5 Folgen)
- 2015: The Art of More – Tödliche Gier (The Art of More, Fernsehserie, Folge 1x02)